# Wanek
Wanek – wieś w Armenii, w prowincji Sjunik. W 2011 roku liczyła 61 mieszkańców.